# Lijst van coaches van het Italiaans voetbalelftal
Dit is een lijst van bondscoaches van het Italiaans voetbalelftal.

## Chronologisch
| Land            | Naam                                   | Periode   | Prijzen                          |
| --------------- | -------------------------------------- | --------- | -------------------------------- |
| Vlag van Italië | Technische commissie                   | 1910–1912 |                                  |
| Vlag van Italië | Vittorio Pozzo                         | 1912      |                                  |
| Vlag van Italië | Technische commissie                   | 1912–1924 |                                  |
| Vlag van Italië | Vittorio Pozzo                         | 1924      |                                  |
| Vlag van Italië | Technische commissie                   | 1924–1925 |                                  |
| Vlag van Italië | Augusto Rangone                        | 1925–1928 |                                  |
| Vlag van Italië | Carlo Carcano                          | 1928–1929 |                                  |
| Vlag van Italië | Vittorio Pozzo                         | 1929–1948 | WK 1934, OS 1936, WK 1938        |
| Vlag van Italië | Ferruccio Novo                         | 1949–1950 |                                  |
| Vlag van Italië | Technische commissie                   | 1951      |                                  |
| Vlag van Italië | Carlino Beretta                        | 1952–1953 |                                  |
| Vlag van Italië | Technische commissie                   | 1953–1959 |                                  |
| Vlag van Italië | Giuseppe Viani                         | 1960      |                                  |
| Vlag van Italië | Giovanni Ferrari                       | 1960–1961 |                                  |
| Vlag van Italië | Giovanni Ferrari & Paolo Mazza         | 1962      |                                  |
| Vlag van Italië | Edmondo Fabbri                         | 1962–1966 |                                  |
| /               | Ferruccio Valcareggi & Helenio Herrera | 1966–1967 |                                  |
| Vlag van Italië | Ferruccio Valcareggi                   | 1967–1974 | EK 1968, WK 1970                 |
| Vlag van Italië | Fulvio Bernardini                      | 1974–1975 |                                  |
| Vlag van Italië | Enzo Bearzot                           | 1975–1986 | WK 1982                          |
| Vlag van Italië | Azeglio Vicini                         | 1986–1991 | 1/2 finale EK 1988, WK 1990      |
| Vlag van Italië | Arrigo Sacchi                          | 1991–1996 | WK 1994                          |
| Vlag van Italië | Cesare Maldini                         | 1997–1998 |                                  |
| Vlag van Italië | Dino Zoff                              | 1998–2000 | EK 2000                          |
| Vlag van Italië | Giovanni Trapattoni                    | 2000–2004 |                                  |
| Vlag van Italië | Marcello Lippi                         | 2004–2006 | WK 2006                          |
| Vlag van Italië | Roberto Donadoni                       | 2006–2008 |                                  |
| Vlag van Italië | Marcello Lippi                         | 2008–2010 |                                  |
| Vlag van Italië | Cesare Prandelli                       | 2010–2014 | EK 2012, Confederations Cup 2013 |
| Vlag van Italië | Antonio Conte                          | 2014–2016 |                                  |
| Vlag van Italië | Giampiero Ventura                      | 2016–2017 |                                  |
| Vlag van Italië | Luigi Di Biagio (interim)              | 2018      |                                  |
| Vlag van Italië | Roberto Mancini                        | 2018–2023 | EK 2020                          |
| Vlag van Italië | Luciano Spalletti                      | 2023–     |                                  |

FIGC · A-internationals · Selecties · Bondscoaches · Italiaans vrouwenelftal · Olympisch elftal · Italië U21 · Italië U20 · Italië U19 · Italië U18 · Italië U17 · Italië U16 · Vrouwen U17
1910 – 1919 ·
1920 – 1929 ·
1930 – 1939 ·
1940 – 1949 ·
1950 – 1959 ·
1960 – 1969 ·
1970 – 1979 ·
1980 – 1989 ·
1990 – 1999 ·
2000 – 2009 ·
2010 – 2019 ·
2020 − 2029
EK's: 1968 · 
1980 · 
1988 · 
1996 · 
2000 · 
2004 · 
2008 · 
2012 · 
2016 ·
2020 ·
2024
WK's: 1934 · 
1938 · 
1950 · 
1954 · 
1962 · 
1966 · 
1970 · 
1974 · 
1978 · 
1982 · 
1986 · 
1990 · 
1994 · 
1998 · 
2002 · 
2006 · 
2010 · 
2014
OS: 1912 · 
1920 · 
1924 · 
1928 · 
1936 · 
1948 · 
1952 · 
1960 · 
1984 · 
1988 · 
1992 · 
1996 · 
2000 · 
2004 · 
2008
1911 · 
1912 · 
1913 · 
1914 · 
1915 · 
1916 · 1917 · 1918 · 1919 · 
1920 · 
1921 · 
1922 · 
1923 · 
1924 · 
1925 · 
1926 · 
1927 · 
1928 · 
1929 · 
1930 · 
1931 · 
1932 · 
1933 · 
1934 · 
1935 · 
1936 · 
1937 · 
1938 · 
1939 · 
1940 · 
1941 · 
1942 · 
1943 · 1944 · 
1945 · 
1946 · 
1947 · 
1948 · 
1949 · 
1950 · 
1952 · 
1952 · 
1953 · 
1954 · 
1955 · 
1956 · 
1957 · 
1958 · 
1959 · 
1960 · 
1961 · 
1962 · 
1963 · 
1964 · 
1965 · 
1966 · 
1967 · 
1968 · 
1969 · 
1970 · 
1971 · 
1972 · 
1973 · 
1974 · 
1975 · 
1976 · 
1977 · 
1978 · 
1979 · 
1980 · 
1981 · 
1982 · 
1983 · 
1984 · 
1985 · 
1986 · 
1987 · 
1988 · 
1989 · 
1990 ·
1991 · 
1992 · 
1993 · 
1994 · 
1995 · 
1996 · 
1997 · 
1998 · 
1999 · 
2000 · 
2001 · 
2002 · 
2003 · 
2004 · 
2005 · 
2006 · 
2007 · 
2008 · 
2009 · 
2010 · 
2011 · 
2012 · 
2013 · 
2014 · 
2015 · 
2016 · 
2017 ·
2018 ·
2019 ·
2020 ·
2021 ·
2022 ·
2023 ·
2024
Albanië ·
Algerije ·
Argentinië ·
Armenië ·
Australië ·
Azerbeidzjan ·
België ·
Bosnië en Herzegovina ·
Brazilië ·
Bulgarije ·
Canada ·
Chili ·
China ·
Costa Rica ·
Cyprus ·
DDR ·
Denemarken ·
Duitsland ·
Ecuador ·
Egypte ·
Engeland ·
Estland ·
Faeröer ·
Finland ·
Frankrijk ·
Georgië ·
Ghana ·
Griekenland ·
Haïti ·
Hongarije ·
Ierland ·
IJsland ·
Israël ·
Ivoorkust ·
Japan ·
Joegoslavië ·
Kameroen ·
Kroatië ·
Liechtenstein · 
Litouwen ·
Luxemburg ·
Malta ·
Marokko ·
Mexico ·
Moldavië ·
Montenegro ·
Nederland ·
Nieuw-Zeeland ·
Nigeria ·
Noord-Ierland ·
Noord-Korea ·
Noord-Macedonië ·
Noorwegen ·
Oekraïne ·
Oostenrijk ·
Paraguay ·
Peru ·
Polen ·
Portugal ·
Roemenië ·
Rusland ·
San Marino ·
Saoedi-Arabië ·
Schotland ·
Servië ·
Servië en Montenegro ·
Slovenië ·
Slowakije ·
Sovjet-Unie ·
Spanje ·
Tsjechië ·
Tsjecho-Slowakije ·
Tunesië ·
Turkije ·
Uruguay ·
Venezuela ·
Verenigde Staten ·
Wales ·
Wit-Rusland ·
Zuid-Afrika ·
Zuid-Korea ·
Zweden ·
Zwitserland
Argentinië (1982) · 
Australië (2006) · 
België (2016) · 
België (2021) · 
Brazilië (1970) · 
Brazilië (1982) · 
Brazilië (1994) · 
Costa Rica (2014) · 
Duitsland (2006) · 
Duitsland (2012) · 
Engeland (2012) ·
Engeland (2014) ·
Engeland (2021) ·
Frankrijk (2000) · 
Frankrijk (2006) · 
Frankrijk (2008) · 
Ghana (2006) · 
Hongarije (1938) · 
Ierland (2012) · 
Joegoslavië (1968) · 
Kameroen (1982) · 
Kroatië (2012) · 
Nederland (2008) · 
Nieuw-Zeeland (2010) · 
Oekraïne (2006) · 
Oostenrijk (2021) · 
Paraguay (2010) · 
Peru (1982) · 
Polen (1982, 1) · 
Polen (1982, 2) · 
Roemenië (2008) · 
Spanje (2008) ·
Spanje (2012, 1) ·
Spanje (2012, 2) ·
Spanje (2016) ·
Spanje (2021) ·
Tsjechië (2006) · 
Turkije (2021) · 
Uruguay (2014) · 
Verenigde Staten (2006) · 
Wales (2021) · 
West-Duitsland (1982) · 
Zweden (2016) · 
Zwitserland (2021)